# Квазимодо
Квазимо́до (фр. Quasimodo) — главный герой романа Викто́ра Гюго «Собор Парижской Богоматери». Квазимодо — горбатый звонарь Собора Парижской Богоматери.
Своё имя Квазимодо получил по названию католического обета Октавы Пасхи (лат. Quasimodo; первое воскресенье после Пасхи, в православии — Фомино воскресенье), который, в свою очередь, назван по первым словам интроита — «Quasi modo geniti infantes, rationabile, sine dolo lac concupiscite ut in eo crescatis in salutem si gustastis quoniam dulcis Dominus» («как новорождённые младенцы, возлюбите чистое словесное молоко, дабы от него возрасти вам во спасение; ибо вы вкусили, что благ Господь» 1Пет. 2:2—3).

## Художественный образ

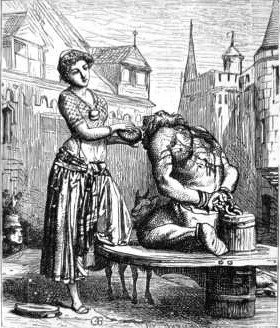
Эсмеральда приносит воды Квазимодо. Иллюстрация Гюстава Бриона

Квазимодо родился с физическими недостатками. Виктор Гюго пишет, что всё его тело было неправильной формы, он был горбат, хром и имел огромную бородавку на левом глазу. Молодой женщине Пакетте Шантфлери подкинули этого ребёнка вместо её первенца — прелестной девочки Агнессы, но при виде уродца, подброшенного вместо дочери, несчастная мать чуть не сошла с ума, и мальчика поспешно унесли. Тут же, в Реймсе, его окрестили и отправили в Париж, где его и нашёл в яслях для подкидышей Собора Парижской Богоматери двадцатилетний священник Клод Фролло, назвавший его в честь праздника Октавы Пасхи (лат. Quasimodo), в который и был найден Квазимодо. Когда мальчик достиг четырнадцати лет, Клод Фролло дал ему должность звонаря Собора, но от громкого звона колоколов у Квазимодо лопнули барабанные перепонки, и он оглох. Квазимодо ненавидел своё уродство, но при этом обладал добрым сердцем. Он обожал Собор, здание заменяло ему и семью, и дом, и общество. Квазимодо во всём слушался своего приёмного отца, когда тот приказал украсть для него Эсмеральду, он согласился на кражу, но был при этом пойман отрядом ночного дозора. Позже его судили, но из-за того, что Квазимодо попался глухому судье, наказание было намного суровее, чем должно было быть: его приговорили к ударам плетью, а также к нескольким часам у позорного столба (из-за того, что он грубил судье, как показалось последнему). Примечательно, что Клод Фролло, когда заметил Квазимодо у позорного столба, сделал вид, что не знает приёмного сына. Когда Квазимодо начал просить пить, а толпа в ответ лишь смеялась над ним, пришла Эсмеральда и дала воды приговорённому. В этот момент он впервые в жизни заплакал, этот эпизод также пробудил в нём нежные чувства к девушке. Позже, когда Эсмеральду приговорили к казни, он спас её, внеся в Собор и воспользовавшись, таким образом, правом убежища. Но красавица не ответила горбуну взаимностью, так как он вызывал в ней лишь страх. Квазимодо также защищал ради Эсмеральды Собор Парижской Богоматери от бродяг Двора чудес, не зная при этом, что они пришли спасти девушку. Во время этого боя он убил брата Клода Фролло, Жеана — тот был в числе осаждающих храм. Заметив, что бродяги отступают, Квазимодо отправился сообщить об этом Эсмеральде, но её не было в Соборе.

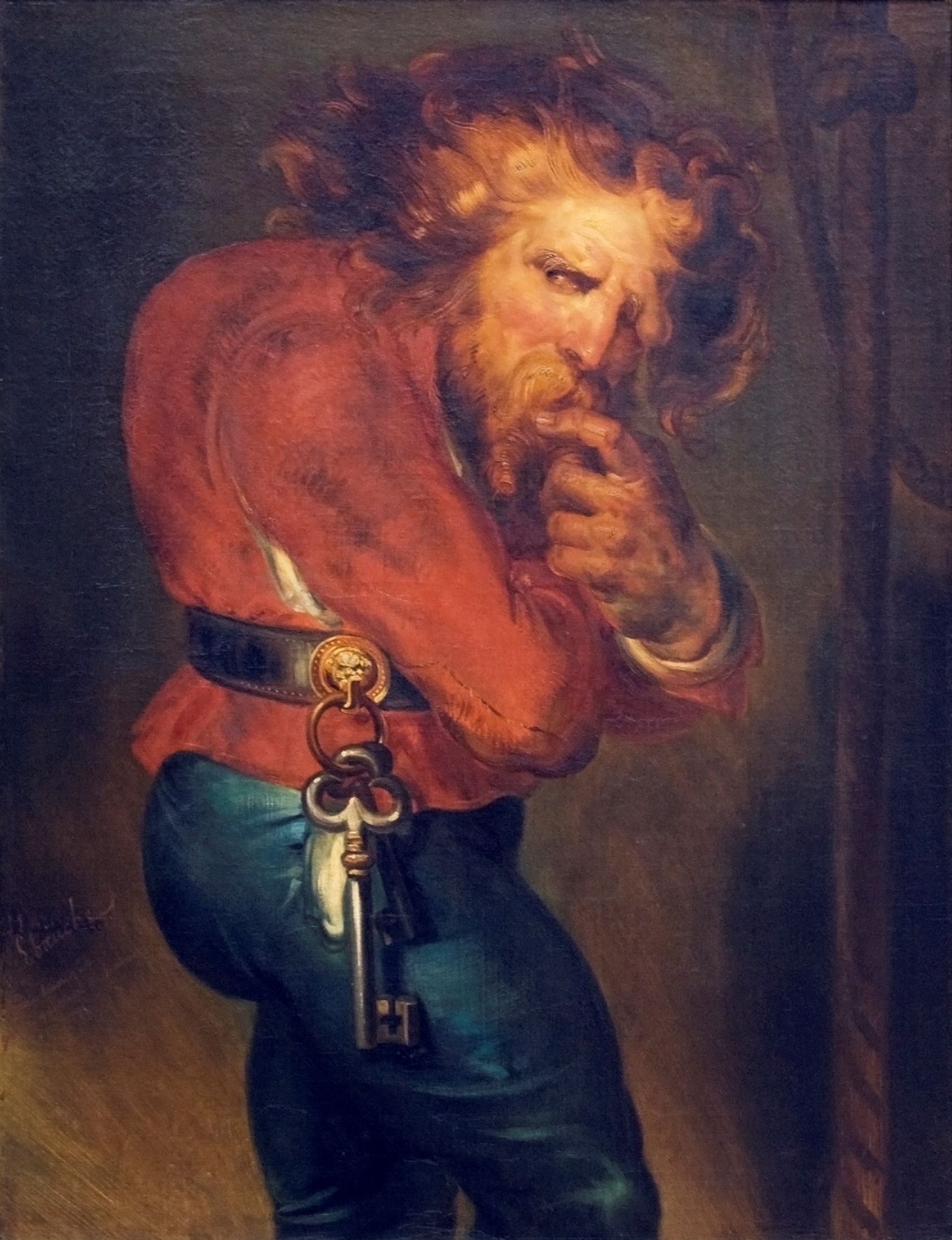
Антуан Жозеф Вирц «Квазимодо» (1839)

Позднее он увидел со стен Собора, как её вешают. В этот момент он заметил Клода Фролло, тоже глядящего на Эсмеральду и бешено смеющегося. Квазимодо понял по лицу приёмного отца, что это он виноват в смерти девушки, и убил Клода, сбросив его со стены. После этого он взглянул на отца, на Эсмеральду и произнес: «Это всё, что я любил!». По обычаям того времени тела висельников приносили на Монфокон; туда же принесли и Эсмеральду. Квазимодо скончался, обнимая тело девушки — в книге говорится, что спустя два года после описанных событий стража нашла на Монфоконе скелеты двух людей, по описаниям — Квазимодо и Эсмеральды; когда их попытались отделить друг от друга, скелет мужчины рассыпался в прах.
Маленькую скульптуру Квазимодо можно найти на северном трансепте собора.

## Прообраз
В августе 2010 года Адриан Глю, сотрудник Архива Тейт, объявил, что из мемуаров британского скульптора Генри Сибсона, работавшего в 1820-х годах в Соборе Парижской Богоматери, следует, что одновременно с ним там работал при реконструкции некий горбун. Документы, на основании которых был сделан такой вывод, были обнаружены на чердаке старого дома в Пензансе в 1999 году, после чего их приобрёл архив.